# Papillon (Latte e Miele)
'Papillon è il secondo album della band italiana Latte e Miele. Registrato nel settembre del 1973 presso gli studi di Piazza Cavour della Phonogram di Milano l'opera venne presentata alla stampa verso la fine dello stesso anno. Il disco, diversamente dal primo Passio secundum Mattheum dell'anno prima che era un concept-album, contiene vari brani tra cui il primo, Papillon appunto, che darà il nome all'intera opera.

## Il disco
La vicenda narra la storia di un burattino che scappato dal suo angolo di giochi e finito in un mercato durante una festa paesana si innamora di una bambina. L'approccio un po' impacciato di Papillon nei confronti della bimba, un innocente abbraccio respinto, scatenerà l'ira dei presenti che consegnatolo alla forza pubblica lo processerà e condannerà a morte tramite decapitazione; ma dal corpo del burattino uscirà un bambino. Il gruppo, all'epoca, affermò di aver voluto fare un excursus nel mondo delle fiabe infantili ispirandosi sia al Pinocchio del Collodi, sia a Petruška di Igor' Fëdorovic Stravinskij.
L'approccio musicale, a metà strada tra la narrazione e la musica di scena, si avvale di un sound che, escludendo la chitarra elettrica e spostando tutto sulle tastiere, consente alla critica dell'epoca un preciso accostamento con gli E.L.P.

### Patetica
Lunga suite divisa in tre parti contenente brani classici come la sonata Sonata per pianoforte n. 8 di Ludwig van Beethoven, il terzo movimento della Sinfonia n. 6 di Pëtr Il'ič Čajkovskij inframezzate da rielaborazioni di musiche vivaldiane. L'idea di costruire una suite intitolata Patetica venne in occasione delle celebrazioni per l'80º anniversario della morte del compositore russo accostando alle rielaborazioni della sua musica anche quelle beethoveniane.

## Tracce
Testi di Marcello Giancarlo Dellacasa, musiche di Oliviero Lacagnina
Lato A
1. Papillon – 19:50
2. Divertimento – 2:02

Durata totale: 21:52
Lato B
1. Patetica – 16:42
2. Strutture – 3:52

Durata totale: 20:34
Edizione CD del 2003, pubblicato dalla Vinyl Magic Records (VM CD 085)
Testi di Marcello Giancarlo Dellacasa, musiche di Oliviero Lacagnina.
1. Papillon: Overture
2. Primo quadro: La fuga
3. Secondo quadro: Il mercato
4. Terzo quadro: L'incontro (Rimani nella mia vita)
5. Quarto quadro: L'arresto
6. Quinto quadro: Il verdetto
7. Sesto quadro: La trasformazione
8. Settimo quadro: Corri nel mondo
9. Divertimento
10. Patetica: Parte prima
11. Parte seconda
12. Parte terza
13. Strutture
14. Tanto amore (Bonus Track)

Edizione doppio CD del 2003, pubblicato dalla Akarma Records (AK 1041/2/3)
CD 1 - Italian Version
Testi di Marcello Giancarlo Dellacasa, musiche di Oliviero Lacagnina.
1. Papillon - Ouverture – 1:10
2. Primo quadro: "La fuga" – 2:22
3. Secondo quadro: "Il mercato" – 3:21
4. Terzo quarto: "L'incontro" – 3:57
5. Quarto quadro: "L'arresto" – 2:49
6. Quinto quadro: "Il verdetto" – 1:30
7. Sesto quadro: "La trasformazione" – 3:43
8. Settimo quadro: "Corri nel mondo" – 0:46
9. Divertimento – 1:59
10. Parte prima (Patetica) – 4:28
11. Parte seconda (Patetica) – 6:19
12. Parte terza (Patetica) – 5:53
13. Strutture
14. Rimani nella mia vita (Bonus Track) – 4:50

Durata totale: 43:07
CD 2 - English Version
Testi di Marcello Giancarlo Dellacasa, musiche di Oliviero Lacagnina.
1. Papillon – 1:09
2. Primo quadro: "La Fuga" – 2:21
3. Secondo quadro: "Il mercato" – 3:19
4. Terzo quadro: "L'incontro" (Rimani nella mia vita) – 3:47
5. Quarto quadro: "L'arresto" – 2:42
6. Quinto quadro: "Il verdetto" – 1:29
7. Sesto quadro: "La trasformazione" – 3:41
8. Settimo quadro: "Corri nel mondo" – 0:44
9. Divertimento – 2:22
10. Parte prima (Patetica) – 4:27
11. Parte seconda (Patetica) – 6:16
12. Parte terza (Patetica) – 5:54
13. Strutture (Patetica) – 3:50

Durata totale: 42:01

## Musicisti
- Marcello Dellacasa - chitarra, voce
- Oliviero Lacagnina - tastiere
- Alfio Vitanza - batteria, percussioni

Note aggiuntive
- Arnaldo Lombardo - produzione
- Pino Ciancioso - tecnico del suono